# Sinéad de Valera
Sinéad de Valera (* 3. Juni 1878 in Balbriggan als Jane/Janice O’Flanagan, irisch Sinéad Ní Fhlannagáin; † 7. Januar 1975 in Santry, Dublin) war eine irische Kinderbuchautorin, Lehrerin und die Ehefrau des dritten irischen Präsidenten, Éamon de Valera. Als solche war sie vom 25. Juni 1959 bis zum 24. Juni 1973 First Lady Irlands.

## Leben und Wirken

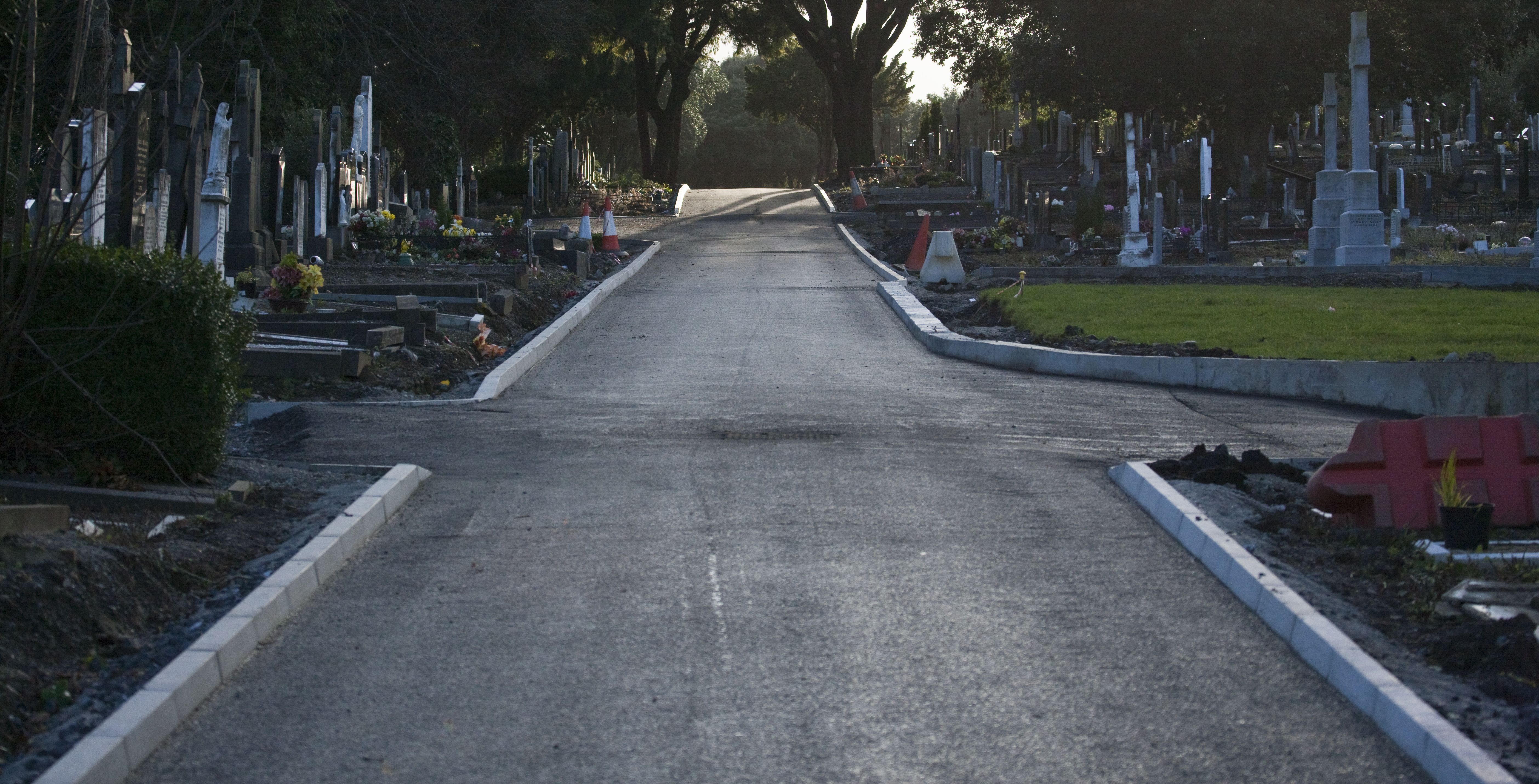
Glasnevin Cemetery in Dublin

Sie kam 1878 in Balbriggan als zweite Tochter von Margaret Byrne und des Zimmerers Laurence O’Flanagan zur Welt, der aus Kildare stammte. Kurz vor ihrer Geburt zog das Paar nach New York City, wo ihre Tochter Mary 1871 geboren wurde. 1873 kehrte die Familie nach Balbriggan zurück. Sinéad de Valera ließ sich zur Lehrerin ausbilden und arbeitete zunächst in Edenderry, bevor sie um 1901 eine Stelle an einer staatlichen Schule in der Dorset Street in Dublin antrat. Später unterrichtete sie Irisch am Leinster Collgege der Conradh na Gaeilge am Parnell Square. Einer ihrer irischen Schüler war Éamon de Valera, damals Lehrer für Mathematik. Am 8. Januar 1910 heirateten sie. Zusammen bekamen sie fünf Söhne: Vivion, Éamon, Brian, Rúaidhrí und Terence (Terry), und zwei Töchter, Máirín und Emer. Am 9. Februar 1936 kam der damals zwanzigjährige Brian bei einem Reitunfall im Phoenix Park ums Leben. Aufgrund einer Kombination aus seiner Inhaftierung, politischen Aktivitäten und Spendensammlungen in den Vereinigten Staaten, sah die Familie relativ wenig von Éamon de Valera in der Zeit von 1916 bis 1923. Ihr Mann wurde am 25. Juni 1959, zwei Tage nach seinem Rücktritt als Taoiseach, als Präsident von Irland vereidigt. Sie nahmen sofort ihren Wohnsitz in Áras an Uachtaráin an. Auch in den ersten Jahren seiner politischen Karriere war er häufig von zu Hause weg. Sinéad de Valera spielte während der 50 Jahre, in denen ihr Mann im öffentlichen Leben stand, kaum eine wichtige Rolle. Sinéad de Valera starb am 7. Januar 1975 im Alter von 96 Jahren, einen Tag vor dem 65. Hochzeitstag der de Valeras. Éamon de Valera starb knapp acht Monate später, am 29. August 1975, im Alter von 92 Jahren. Das Paar ist zusammen mit dem gemeinsamen Sohn Brian auf dem Dubliner Glasnevin-Friedhof begraben.

## Kinderbuchautorin
Sie schrieb einunddreißig Bücher für Kinder, sowohl auf Englisch als auch auf Irisch. Zu ihren Werken gehörten Theaterstücke wie Cluichidhe na Gaedhilge (1935) und Geschichtensammlungen wie The Emerald Ring and Other Irish Fairy Stories (1951), The Stolen Child and Other Stories (1961), The Four-leafed Shamrock (1964) und The Miser's Gold (1970).